# Le Réveil des mineurs
Le Réveil des mineurs est un journal anarchiste et syndicaliste révolutionnaire américain francophone qui parait du 1er novembre 1890 jusqu'à septembre 1893. Il prend la suite du Réveil des masses.

## Historique
Déclaration de principes : « Nous sommes anarchistes, parce que nous ne reconnaissons à personne le droit naturel de nous commander ».
Le journal est publié environ tous les 15 jours à Hastings en Pennsylvanie.
Épigraphes : « De chacun selon ses forces A chacun selon ses besoins » et « Aisance et Liberté Pour Tous ».
À partir du n°4, il porte en bandeau : « Organe des travailleurs de langue française de l’Amérique ».
Le rédacteur principal est Louis Goaziou,,. La plupart des textes, essentiellement de la correspondance, ne sont pas signés ou par des signatures comme « un anarchiste », « un antipatriote », « L’premier venu ». À noter, au moins une lettre de Henri Zisly.
Le journal publie, en feuilleton, des biographies de August Spies et George Engel. Il rend compte d'une tournée de conférences en français de Joseph Tortelier.

## Contexte
Louis Goaziou prend la relève de Édouard David, un vétéran blanquiste de la période de la Première Internationale qui s’est ensuite rapproché des anarchistes et aux côtés duquel il a activement collaboré au Réveil des masses.
Goaziou consent tous les sacrifices personnels pour faire vivre contre vents et marées une presse révolutionnaire d’expression française, lançant successivement Le Réveil des mineurs, L’Ami des ouvriers (1er août 1894-15 mai 1896), La Tribune libre (25 juin 1896-14 août 1900) et enfin L’Union des travailleurs, dont la parution débute en mars 1901 et se poursuit sans interruption jusqu’en septembre 1916.

## Notices
- L'Éphéméride anarchiste : notice.
- René Bianco, 100 ans de presse anarchiste : notice.
- RA.forum : notice.
- Institut international d'histoire sociale (Amsterdam) : archives.
- (ca) Anarco Efemerides : notice.